# Темпти-Хумпан-Иншушинак
Темпти-Хумпан-Иншушинак (более известен под своим ассирийским прозвищем Те-Умман) — царь Элама, правил приблизительно в 668 — 653 годах до н. э. Сын Шилхак-Иншушинака II. Первоначально, после смерти своего отца, вероятно, в 668 году до н. э. наследовал власть только на части эламской территории с центром в Сузах. В остальной части Элама правил его родственник Уртаки. В Сузах о Темпти-Хумпан-Иншушинаке сохранилось пять надписей. Они частично разрушены и малопонятны.  

## Захват власти во всём Эламе
Вначале поддерживал Уртаки в его борьбе против Ассирии, а после смерти Уртаки в 664 году до н. э., с целью захватить власть во всём Эламе, решил убить трёх сыновей Уртаки и двух его племянников, сыновей Хумбан-Халташа II, но они бежали в Ассирию. В общей сложности в Ниневию в сопровождении многочисленных лучников прибыли 60 членов царствующего дома. «Они бежали ко мне от кровожадности Те-Уммана, их дяди, и бросились к моим царским ногам», пишет ассирийский царь Ашшурбанапал. Ашшурбанапал, справедливо полагая, что они могут ему в дальнейшем пригодиться, тепло принял беглецов и разрешил остаться в Ассирии. 

## Укрепление власти
Так как в последующие годы Ашшурбанапал был занят военными действиями в Сирии, Малой Азии и Северо-Западном Иране, Темпти-Хумпан-Иншушинаку предоставлялась возможность беспрепятственно укреплять свою власть. В своих надписях он похваляется одержанными победами над «страной злодеев» и племенем лалларип. Не исключено, что под «злодеями» подразумевались персы в Аншане. Лалларипы, возможно, жили в северном Лурестане. От этих двух небольших племен он потребовал огромную дань. В благодарность Темпти-Хумпан-Иншушинак посвятил богине Пиненкир в Сузах храм из обожженного кирпича. Он также превозносит поддержку, которую оказали ему боги Хумпан и Иншушинак во время этих военных походов. Если в целом обозреть надписи Темпти-Хумпан-Иншушинака, то создается впечатление, будто бы Элам при этом правителе стал вполне благополучным государством.

## Война с Ассирией
К сожалению, все сведения о дальнейшей судьбе Темпти-Хумпан-Иншушинака исходят от его непримиримого врага Ашшурбанапала, для которого «Те-Умман» был лишь «исчадием ада». Хотя сообщения ассирийского царя и должны быть расценены как преувеличение, а иногда и искажающие действительность, они все же компенсируют этот недостаток своей наглядностью. Ашшурбанапал велел для своего дворца в Ниневии изготовить каменные рельефы, где образно увековечил свои столкновения с Эламом, а на глиняных табличках прокомментировал их. Все это, вместе взятое, представляет собой первоисточник необыкновенной выразительности.
Утвердившись на престоле, Те-Умман послал в Ассирию посольство с целью добиться выдачи беглецов, Ашшурбанапал ответил отказом на эту «бессовестнюю просьбу» и в качестве заложников захватил эламских послов Умбадара и Набудамика. В ответ на это Те-Умман начал войну с Ассирией. «Те-Умман замышлял недоброе», сообщает Ашшурбанапал, «однако бог Луны задумал покарать его бедой». Об этом предвещало затмение луны 13 июля 653 года до н. э. и Ашшурбанапал с большим чувством удовлетворения описывает, как недоброе предзнаменование, ниспосланное богом Луны, отразилось на его противнике: «К этому времени на Те-Уммана напал недуг: губы его онемели, глаза закатились». Однако Ашшурбанапал должен был признать, что, несмотря на этот, по-видимому эпилептический, припадок, Темпти-Хумпан-Иншушинак не отказался от мысли привести своё войско в боевую готовность. «В месяце абу (август), когда я находился в Арбеле (современный Эрбиль), мне принесли весть о наступлении эламита». Эламское войско вторглось в пограничные пределы Вавилонии. Ассирийский царь не стал медлить и уже через 10 дней его войско, спустившись вниз по Тигру, стояло у стен пограничной крепости Дер (ассир. Дур-или). Быстрота и оперативность ассирийцев привели в замешательство Те-Уммана и расстроило его планы. Эламский царь не успел закончить переговоры с арамейскими племенами и халдейскими царствами и поднять их против Ассирии. Только правитель Гамбулу, одного из самых сильных халдейских княжеств в Вавилонии, Дунану сын Бел-икиша и арамейские племена урби и тебе открыто примкнули к Те-Умману.

## Разгром Элама и убийство Те-Уммана
После вступления ассирийцев в Дер, в месяце улулу (август—сентябрь), Те-Умман без боя отступил к Сузам. Ашшурбанапал преследовал его и вышел к реке Улай (совр. Карун). Те-Умман спешно пополнял свою армию. «Чтобы спасти свою жизнь, он раздал людям своей страны серебро и золото», пишет Ашшурбанапал. Пытаясь приостановить наступление противника, Те-Умман занял оборону по берегу реки, немного южнее Суз, у деревни Туллиз. В происшедшем сражении армия Элама потерпела полное поражение. Те-Умман со своими двумя сыновьями и верными ему полководцами отступил в прилегающую к месту сражения рощу. Одного из своих сыновей, Итуни он послал к ассирийцам для переговоров о мире, но ассирийский военачальник даже не пожелал говорить с вестником побежденного царя. Те-Уммана и второго сына захватили ассирийцы и на глазах у эламских воинов, бросивших оружие, царевич, а вслед за ним и сам царь были убиты. Труп царя был обезглавлен и отрубленная голова отправлена в Ниневию. «Голову Те-Уммана, царя Элама, воины моей битвы спешно притащили и перед воротами Ашшура в Ниневии бросили под мои колеса»,  сообщает Ашшурбанапал. «Кинжалами я изрезал всё его лицо, а затем плюнул на него». В ассирийском плену всё ещё находились оба эламских посланца, через которых Темпти-Хумпан-Иншушинак требовал от Ашшурбанапала выдачи его бежавших племянников. «Набудамик и Умбадара, важные сановники, которые были посланы ко мне Те-Умманом с дерзким посланием и задержанные мной из-за гнева на их господина, увидели сейчас передо мной голову Те-Уммана, их господина, который был мне доставлен. Отчаяние охватило их, Умбадара стал рвать на себе волосы, Набудамик пронзил своё тело железным кинжалом. Я же, Ашшурбанапал, царь Ассирии, радостно вошёл в Ниневию с отрубленной головой Те-Уммана и выставил её напротив ворот в центре города на всеобщее обозрение». 
Сузы сдались без боя. Элам был отдан под власть царевичей, нашедших в своё время приют в Ассирии. Территория Элама была поделена между ними. Ассирийский царь руководствовался политикой «Разделяй и властвуй».

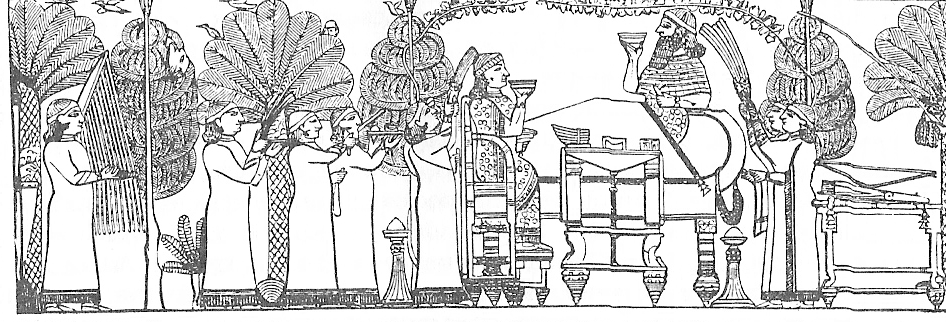
Пир Ашшурбанапала. На дереве висит голова эламского царя Те-Уммана. Зарисовка барельефа из Британского музея